# Adrianus van Veldhuizen
Adrianus van Veldhuizen (Zeist, 5 maart 1871 - Groningen, 5 januari 1937) was een Nederlands theoloog, predikant en kerkelijk hoogleraar Theologie van de Rijksuniversiteit Groningen. Hij was een van de pleitbezorgers voor en initiatiefnemers van een nieuwe Bijbelvertaling en heeft actief aan de vertaling gewerkt die in 1951 gereedgekomen is. Verder heeft hij bekendheid genoten vanwege zijn boeken over de natuur, waarin zijn religieuze achtergrond nadrukkelijk aanwezig is.

## Jeugd, huwelijk, opleiding en predikantschap
Adrianus van Veldhuizen werd geboren als oudste zoon van kantoorbediende Gijsbert van Veldhuizen en Johanna Henriëtte Elizabeth Wildschut. Toen hij 7 jaar oud was overleed zijn vader aan tuberculose. Door de vroege dood van zijn vader had het gezin het financieel moeilijk en moest Adrianus op jonge leeftijd werken. Hij wilde zendeling worden en door de Doetinchemse stichtingen, opgericht door de rechtzinnige dominee Jan van Dijk, kon hij zijn opleiding aan het gymnasium in Doetinchem, zijn studie klassieke talen aan de Universiteit van Amsterdam en zijn theologische studie aan de Rijksuniversiteit Utrecht afmaken. Hij trouwde in 1898 met Maria de Willigen. In 1898 werd Van Veldhuizen predikant in Molkwerum en in 1902 in Almelo. In 1901 promoveerde hij op de Brief van Barnabas. In 1907 werd hij rector aan de Nederlandse Zendingsschool in Zeist. Het echtpaar kreeg in 1903 één zoon, Gijsbert van Veldhuizen. Gijsbert zou net als zijn vader predikant en buitengewoon productief auteur worden. Van zijn acht kinderen werd zoon Egbert predikant, twee andere zonen Adriaan en Eppo, gingen de politiek in en werden respectievelijk Eerste Kamerlid en burgemeester. De vierde zoon is psychiater J. Remmers van Veldhuizen.

## Hoogleraar
In 1910 werd hij benoemd aan als kerkelijk hoogleraar Theologie aan de Rijksuniversiteit Groningen. Zijn leeropdracht luidde Bijbelsche godgeleerdheid en zedekunde, de practische godgeleerdheid en de daarbij vereiste oefeningen en de geschiedenis der Christelijke zending. Wat betreft Bijbels Theologie lag bij hem het zwaartepunt sterk bij het Nieuwe testament. Hij heeft in zijn vakuitoefening gestreefd naar het overbruggen van de afstand tussen de academische theologie en het leven van de eenvoudige gelovige en plaatselijke gemeente. Hij legde nadruk op aanschouwelijk onderricht en vervulde een centrale rol bij de totstandkoming van popularisende werken als het Bijbelsch-Kerkelijk Woordenboek en de serie Tekst en Uitleg. Hij schreef veel in tijdschriften die gericht waren op gewone gemeenteleden.

## Bijbelvertaling 1951
Hij pleitte in 1912 voor een nieuwe Bijbelvertaling en zocht daarvoor samenwerking met mensen van Gereformeerde en Oud-Lutherse huize die in 1913 een vertaling van de brief aan de Filippenzen publiceerden en in 1916 een gereviseerde versie daarvan. Vanaf 1928 maakte hij deel uit van een commissie die voor het Nederlands Bijbelgenootschap werkte aan een vertaling van het Nieuwe Testament die in 1939 -na zijn dood- gereed kwam. In 1951 kwam de gehele Bijbelvertaling klaar.

## De Adderhorst en natuur
Van Veldhuizen heeft veel artikelen en verscheidene boeken geschreven over de natuur. Die worden gekenmerkt door een aanschouwelijke stijl. Ook betrok Van veldhuizen daarbij het christelijke geloof en de Bijbel, die door de natuurbeschrijvingen uit met name Drenthe werden verlevendigd. Die band met Drenthe kwam tot stand doordat hij een stuk grond kocht bij Tynaarlo langs het Zeegserloopje, een zijloopje van de Drentsche Aa. De plek ligt niet ver bij het hunebed van Tynaarlo vandaan en van de plek waar Bernardus Bueninck een schoolplaat van heeft geschilderd, waarvan het origineel mogelijk in Van Veldhuizens bezit is geweest. Die schoolplaat neemt een belangrijke plaats in het boek "Op en om de Adderhorst" waarin hij zijn waarnemingen die hij daar gedaan heeft en zijn archeologische onderzoekingen van die plek beschrijft en van daaruit brede omtrekkende bewegingen maakt tot in het land van de Bijbel aan toe. Die zintuiglijke waarnemingen vormen het thema van het boek "Met zes zintuigen de natuur in" waarin hij natuurwaarnemingen en Bijbelse elementen met elkaar verbindt. De nadruk op zintuigelijke waarneming verbindt hem met de natuureducatieve methode van Jac. P. Thijsse, die hij op de Adderhorst heeft ontvangen. Hij was ook lid van de Nederlandse natuurhistorische Vereniging, die in 1927 een excursie naar de Adderhorst organiseerde. Op de Adderhorst verzamelde hij planten uit verschillende delen van Europa, die hij daar met behulp van wildgardening liet groeien. Het voorkomen van sommige soorten aan het begin van de 21ste eeuw in de buurt van Tynaarlo laat zich terugvoeren op de introductie van deze soorten door Van Veldhuizen. De Adderhorst wordt genoemd in reisgidsen, wat de plek bekendheid geeft. De Adderhorst was begin 21ste eeuw nog in bezit van nazaten van Van Veldhuizen
Van Veldhuizen deelde zijn passie voor natuurpopularisatie behalve met Thijsse ook met enkele andere Nederlandse tijdgenoten, zoals dominee Reinder Jakobus de Stoppelaar en de socialist Henk van Laar. In Vlaanderen waren min of meer bekende natuurpopularisatoren de vooruitstrevende onderwijzer Leo Michel Thierry en de kapelaan-natuurbeschermer E.H. Frans Segers.

## Levenseinde
In februari 1934 overleed zijn vrouw Maria de Willigen. In augustus dat jaar hertrouwde hij met Berhardina Sligterman, die echter op 27 maart 1935 al overleed. In 1936 hertrouwde hij wederom, nu met Johanna Visman. Daarna openbaarde er zich botkanker bij van Veldhuizen waaraan hij op 5 januari 1937 overleed. Zijn zoon Gijsbert was eveneens predikant.
- Biografisch Portaal: 64848595
- Digitale Bibliotheek voor de Nederlandse Letteren: veld058
- Gemeinsame Normdatei: 172737788
- International Standard Name Identifier: 0000 0000 4503 2461
- Library of Congress Control Number: no2003026052
- Nederlandse Thesaurus van Auteursnamen: 072875712
- Virtual International Authority File: 78462676
- WorldCat: E39PBJth6FyxQ4p9GY39FQJkXd